# جامعة سيدة اللويزة
جامعة سيدة اللويزة هي جامعة كاثوليكية خاصة لبنانية تقع في كسروان في جبل لبنان في لبنان.

## الكليات
- كلية العلوم الطبيعية والتطبيقية
- كليّة العلوم الإنسانية
- كليّة الهندسة
- كليّة إدارة الأعمال والعلوم الاقتصادية
- كليّة العلوم الإدارية والسياسية والدبلوماسية
- كليّة العمارة والتصميم والفنون الجميلة
- كليّة التمريض

## وصلات خارجية
- الموقع الرسمي
- جامعة سيدة اللويزة نسخة محفوظة 3 يناير 2022 على موقع واي باك مشين. وزارة التربية والتعليم العالي
- جامعة سيدة اللويزة NDU